# Limnocharis flava
Лімночаріс жовтий (Limnocharis flava) — багаторічна водяна рослина родини частухові (Alismataceae).

## Будова
Досягає 1 метра заввишки. Блідозелені оскмитові листя має до 28 см довжини та 20 см ширини. Форма листя варіюється з віком — вузькі у молодих рослин і овальні у старих. Трикутне стебло досягає 85 см довжини. Чашковидні жовті квіти з'являються у суцвіттях по 2-15 штук на трикутних квітоніжках. Після цвітіння з'являється плід капсула, що згодом розпадається на 12-18 так званих фолікул, кожна з яких містить до 115 маленьких коричневих насінин.

## Життєвий цикл
Лімночаріс жовтий може розмножуватися як вегетативно так і насінням. Фолікули не тонуть і поширюються проточною водою. Пуста капсула з віком нахиляється до води і може прорости як нова рослина.

## Пощирення та середовище існування

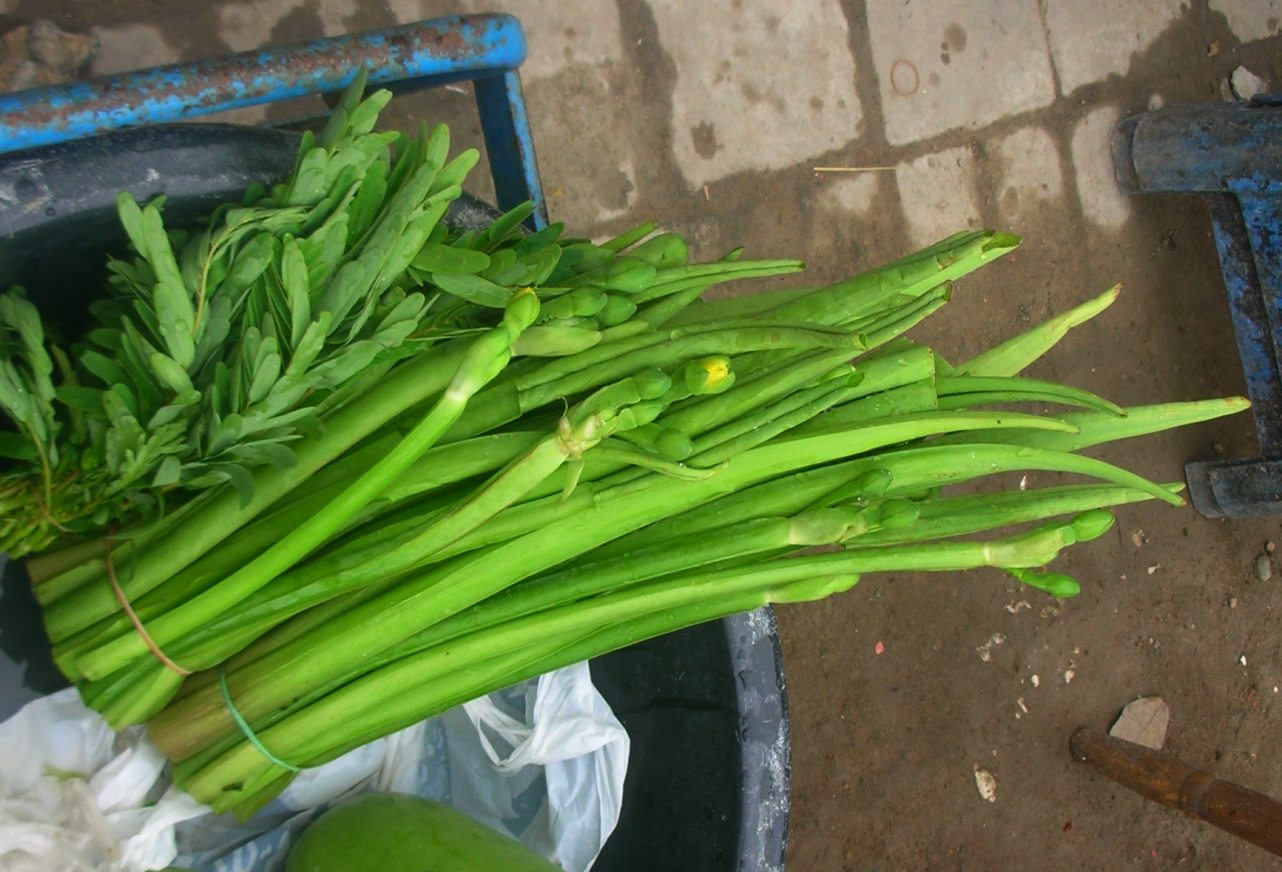
Квітоніжки на базарі у Таїланді

Росте у водоймах та болотах на насичених, замулених ґрунтах. Лімночаріс родом з Центральної та Південної Америки, поширився у тропічних країнах Азії, де став небезпечним бур'яном. Його колонії закривають водні шляхи, зупиняють проточну воду у дрібних каналах, витісняють місцеві види, заростають рисові поля. Після проникнення причинив шкоду сільському господарству та місцевій флорі Австралії. Занесений у список бур'янів класу 1, що означає він спричинив серйозної економічної та соціальної шкоди.

## Практичне використання
Квітоніжка з нерозкрившимися квітами вживається у їжу в Індонезії, Філіппінах, В'єтнамі, Лаосі, Таїланді (Ісаан) частині Індії.